# Urytalpa trivittata
Urytalpa trivittata är en tvåvingeart som först beskrevs av Carl Erik Lundström 1914. Urytalpa trivittata ingår i släktet Urytalpa, och familjen platthornsmyggor. Enligt den svenska rödlistan är arten sårbar i Sverige. Arten förekommer i Övre Norrland. Artens livsmiljö är skogslandskap, våtmarker.